# Maja Webjörn
Maria (Maja) Webjörn, född 10 juli 1887 i Oslo, död 4 augusti 1976 i Stockholm, var en norsk-svensk målare, tecknare, konsthantverkare och teckningslärare.
Hon var dotter till översten Herman Bursie och Kristine Heftye och 1914–1946 gift med civilingenjören Olof Webjörn. Hon utbildade sig till teckningslärare vid Högre konstindustriella skolan i Stockholm 1907–1911 och fortsatte därefter sina konststudier vid Althins målarskola och Académie Colarossi i Paris 1913 samt genom självstudier under resor till bland annat Berlin, Köpenhamn och Norge. Tillsammans med Hildur Haggård och Julia Lüning ställde hon ut på Galerie Moderne i Stockholm 1952 och tillsammans med Anna Fogelberg och Henry Douhan på Galerie S:t Nikolaus 1959. Hon medverkade i flera samlingsutställningar med Ångermanlands konstförbund på olika platser i Ångermanland. Hon var representerad i en akvarellutställning på Konstakademien 1947 samt Sveriges allmänna konstförenings utställning Svart och vittsom visades på Konstakademien 1955 och i Föreningen Svenska Konstnärinnors jubileumsutställning 1960. Bland hennes offentliga arbeten märks ett antependium för Härnösands domkyrka. Hennes konst består av figurer och landskapsskildringar från Ångermanland och Norge utförda i gouache, akvarell eller olja samt antependier.  